# Куэн
Куэ́н (фр. Coingt) — коммуна во Франции, находится в регионе Пикардия. Департамент коммуны — Эна. Входит в состав кантона Ирсон. Округ коммуны — Вервен.
Код INSEE коммуны — 02204.

## Население
Население коммуны на 2010 год составляло 77 человек.
| 1962 | 1968 | 1975 | 1982 | 1990 | 1999 | 2010 |
| ---- | ---- | ---- | ---- | ---- | ---- | ---- |
| 151  | 144  | 121  | 121  | 113  | 73   | 77   |

## Экономика
В 2010 году среди 39 человек трудоспособного возраста (15—64 лет) 32 были экономически активными, 7 — неактивными (показатель активности — 82,1 %, в 1999 году было 51,2 %). Из 32 активных жителей работали 30 человек (18 мужчин и 12 женщин), безработных было 2 (1 мужчина и 1 женщина). Среди 7 неактивных 1 человек был учеником или студентом, 3 — пенсионерами, 3 были неактивными по другим причинам.